# Kelemen Miklós (labdarúgó)
Kelemen Miklós (Veszprém, 1961. szeptember 15. –) magyar labdarúgó, a Veszprém FC NB 1-es csapatának tagja.

## Pályafutása
Gyermekkorát Nagyvázsonyban töltötte, a helyi egyesületben (a Nagyvázsonyi Kinizsi TE-ben) kezdte meg labdarúgó pályafutását. Karrierje nagy részét a Veszprém FC-ben töltötte, meghatározó tagja volt a másodosztályt megnyerő, majd az első osztályban szereplő veszprémi "aranycsapatnak". Összesen 140 elsőosztályú mérkőzésen lépett pályára, amiken 7 gólt szerzett. Jelenleg utánpótlásedzőként dolgozik Veszprémben.

## Statisztika
| Klub        | Szezon | NB II | NB II | Magyar Kupa | Magyar Kupa | Európa | Európa | Összesen | Összesen |
| Klub        | Szezon | Mérk  | Gól   | Mérk        | Gól         | Mérk   | Gól    | Mérk     | Gól      |
| ----------- | ------ | ----- | ----- | ----------- | ----------- | ------ | ------ | -------- | -------- |
| Veszprém FC |        |       |       |             |             |        |        |          |          |
| 1984–85     | 30     | —     | —     | —           | —           | —      | 30     | —        |          |
| 1985–86     | 31     | —     | —     | —           | —           | —      | 31     | —        |          |
| 1986–87     | 23     | —     | —     | —           | —           | —      | 23     | —        |          |
| 1987–88     | 36     | —     | —     | —           | —           | —      | 36     | —        |          |
| NB I        |        |       |       |             |             |        |        |          |          |
| 1988–89     | 29     | —     | —     | —           | —           | —      | 29     | —        |          |
| 1989–90     | 28     | —     | —     | —           | —           | —      | 28     | —        |          |
| 1990–91     | 28     | —     | —     | —           | —           | —      | 28     | —        |          |
| 1991-92     | 28     | —     | —     | —           | 1           | —      | 29     | —        |          |
| 1992-93     | 27     | —     | —     | —           | —           | —      | 27     | —        |          |
| NB II       |        |       |       |             |             |        |        |          |          |
| 1993–94     | 28     | —     | —     | —           | —           | —      | 28     | —        |          |
| 1994–95     | 27     | —     | —     | —           | —           | —      | 27     | —        |          |
| Összesen    |        | 315   | —     | —           | —           | 1      | —      | 316      | —        |

## Díjai, elismerései
2014 – Nagyvázsony Jó Hírnevéért